# Martemyan Ryutin
Martemyan Ryutin (1890 - 1937, Рютин Мартемьян Никитич) foi um velho bolchevique e secretário do Comité Local de Moscovo do Partido Comunista na década de vinte. Entre Dezembro de 1927 e Setembro de 1930, foi candidato sem direito a membro do Comité Central do Partido Comunista Soviético e aderente da ala moderada (“direitista”) no interior do Partido, liderada pelo teórico Nicolai Bukharin e pelo primeiro-ministro Alexei Rykov. 
Quando os derradeiros membros dessa corrente foram derrotados e destituídos por Stalin entre 1928 e 1930, Ryutin foi destituído também. Em Setembro de 1930foi expulso do Partido Comunista, e seis semanas mais tarde preso por suas posições oposicionistas. Libertado a 17 de janeiro de 1931, foi-lhe permitida a volta ao Partido, mas voltou a cair pela sua oposição ao regime de Stalin.